# L'Arpète
Pour plus de détails, voir Fiche technique et Distribution.
L'Arpète  est un film français réalisé par Donatien, sorti en 1929. 

## Synopsis
Un couturier, dont l'entreprise est près du gouffre, croit trouver un expédient en faisant passer une de ses arpètes (apprenties) pour une grande bourgeoise. Lors d'un défilé de mode devant de vrais clientes, la fausse bourgeoise doit feindre l'enthousiasme et la volonté d'acheter toute la collection.

## Fiche technique
- Titre : L'Arpète
- Réalisation : Émile-Bernard Donatien
- Scénario : Émile-Bernard Donatien, d'après la pièce en trois actes d'Yves Mirande et Gustave Quinson[2]
- Photographie : Jean-Paul Goreaud
- Décors : Émile-Bernard Donatien
- Costumes : Germaine Lecomte
- Production : Franco Films
- Pays d'origine :  France
- Genre : Comédie
- Durée : 107 minutes
- Date de sortie : France - 19 juillet 1929
- Restauré par les Archives françaises du film du CNC

## Distribution
- Lucienne Legrand : Jacqueline
- Roger Guérin-Catelain : Jules Fer
- Louis Ravet : Bernard
- Pierre Pradier : le couturier Pommier
- Blanche Bernis : Elvire, la directrice de la maison Pommier
- Jean Godard : Mock
- Émile Vardannes : Roquedufer
- Donatien : le curé
- Pauline Carton : la concierge